# Хофсјекидл
Хофсјекидл (исл. Hofsjökull) је трећи по величини ледник на Исланду. Припада типу платоских ледника. Налази се у средишњем делу острва, између Ватнајекула и Лангјекула и северно од планина Керлингарфјел. Површина му износи 925 км². Испод ледника се налази истоимени вулкан. Хофсјекидл је извор неколико река, међу којима је и Тјоурсау, најдужа река на острву.